# Pete Best
Randolph Peter Best (sinh ngày 24 tháng 11 năm 1941) là một nhạc sĩ người Anh, được biết tới nhiều nhất khi là cựu thành viên của ban nhạc The Beatles. Ông sinh ở Chennai, Ấn Độ. Sau khi chuyển tới Liverpool vào năm 1945, mẹ ông mở cửa hàng có tên The Casbah Coffee Club vô cùng có tiếng và có số khách thường xuyên lên tới hơn 1000. The Beatles, khi đó còn là ban nhạc The Quarrymen thỉnh thoảng có diễn tại cửa hàng. Best cũng chơi ở đó với ban nhạc riêng của anh, The Black Jacks, rồi sau đó là với The Beatles.
Ngày 12 tháng 8 năm 1960, Pete Best gia nhập The Beatles trong chuyến lưu diễn tại Hamburg trong vai trò tay trống của ban nhạc. Tới ngày 16 tháng 8 năm 1962, theo lời đề nghị của George Martin lẫn John Lennon, Paul McCartney và George Harrison sau buổi thu âm đầu tiên tại phòng thu Abbey Road Studios, quản lý của The Beatles – Brian Epstein – quyết định sa thải Best và mời Ringo Starr thay thế. Sau khi tham gia vào nhiều ban nhạc mà không có thành công, ông quyết định rời xa âm nhạc và hoạt động cho nhà nước trong hơn 20 năm, trước khi thành lập ban nhạc The Pete Best Band. Ông lập gia đình ở tuổi 45 với Kathy Best, tới nay đã có hai con gái và 4 cháu ngoại. Ông đôi khi được người đời coi là "Beatle thứ năm".